# Tal Canal
Tal Canal é uma rede social portuguesa com ênfase na partilha e discussão de conteúdos em comunidades. Os utilizadores partilham conteúdos, tais como links, histórias, imagens, e vídeos, em comunidades criadas pelos utilizadores denominadas "canais". Os utilizadores podem então comentar e votar no conteúdo para discutir e interagir com ele. É semelhante ao Reddit na sua utilização e funcionamento.
Para além do canais há também outros elementos, como jogos, um agregador de notícias, uma zona de conversas, e um chatbot.

## História
Tal Canal foi criado por Tânia Carvalho, designer, e André Santos, programador, que juntos formam a empresa "Icónica – Digital Design". A rede social foi inicialmente imaginada em agosto de 2021, e lançada em abril de 2022.
O nome da rede social foi inspirado no programa de televisão "O Tal Canal", da autoria de Herman José e emitido pela RTP.

## Funcionamento

### Canais
A plataforma foca-se nos "canais", comunidades sobre diversos temas tais como filmes, séries, música, arte, videojogos, tecnologia, fotografia, entre outros, onde os utilizadores partilham e discutem conteúdo.
O conteúdo publicado pode ser comentado e também votado pelos utilizadores. Há votos positivos e votos negativos, sendo que o saldo das votações é designado "carma". Um utilizador com "carma" negativo pode ter as suas publicações e comentários rejeitados, dependendo do "canal".
O utilizador pode escolher que "canais" quer seguir, podendo escolher que tipo de conteúdo quer ver. Há também a possibilidade de criar e moderar os seus próprios "canais".
Entre os diversos canais, o que apresenta um dos maiores níveis de interação por parte dos utilizadores é o canal "Pergunta-me tudo". Neste canal os utilizadores publicam perguntas que são respondidas por um convidado. Alguns dos convidados que já participaram neste canal incluem o ilusionista Luís de Matos e o matemático português Gabriel Guimarães, também conhecida como MathGurl.

### Outros elementos
Além dos canais, há também:
- Uma zona de jogos, que podem ser jogados no website. Um dos jogos incluídos é o "Quina"[4][1][3], que é similar ao Wordle, em que jogadores tentam adivinhar uma palavra em português de Portugal de cinco letras em nove tentativas.[5][6]
- Uma zona de notícias, onde são agregados vários artigos de notícias portuguesas de diferentes temas como desporto, política, tecnologia, entre outros.[1][3][2]
- Uma zona de conversa, chamada "Chat da Treta" para conversar com um utilizador aleatório.[1][3]
- Também inclui um chatbot de inteligência artificial, semelhante ao ChatGPT, chamado "Chat Genial", que gera texto e imagens. O "Chat Genial" consegue interpretar mensagens em português e inglês, e está limitado a 30 mensagens por dia.[3][2][7]